# Karabicsane
Karabicsane (macedónul: Карабичане, szerbül Карабичане) település Észak-Macedóniában, az Északkeleti körzetben, Kumanovo községben.

## Népesség
| Lakosok száma | 218  | 254  | 324  | 226  | 138  | 55   | 53   | 43   | 20   |
|               | 1948 | 1953 | 1961 | 1971 | 1981 | 1991 | 1994 | 2002 | 2021 |

- 1981-ben 138 lakosa volt, akik közül 123 szerb (89,1%), 13 macedón és 2 egyéb.
- 1994-ben 53 lakosa volt, akik közül 51 szerb (96,2%) és 2 macedón.
- 2002-ben 43 lakosa volt, akik közül 37 szerb (86%), 5 macedón és 1 egyéb.